# Перевёрткина, Ирина Владимировна
Ирина Владимировна Перевёрткина (урожд. Чепурная; род. 27 октября 1967, Москва) — российская шахматистка, международный мастер ИКЧФ (2001) и тренер.

## Биография
В 1985 г. окончила среднюю школу № 905 в Москве, в 1991 г. — МВТУ им. Н. Э. Баумана по специальности «инженер-роботехник». В 2010 г. получила второе высшее образование в магистратуре РГУФКа.
Занимается тренерской работой. Работает руководителем департамента московской спортивной школы «Ориента». Много лет руководит детско-юношеской комиссией ШФ Москвы.

### Семья
Муж — гроссмейстер ИКЧФ и тренер В. В. Перевёрткин, двое детей.

## Шахматная деятельность
Добилась значительных успехов в игре по переписке.
В период с 2011 по 2023 гг. четыре раза подряд выигрывала женские чемпионаты мира по переписке.
В составе сборной России победительница 5-й женской заочной олимпиады (1997—2003 гг.).